# Jörg Friedrich
Jörg Friedrich (às vezes escrito Joerg ou Jorg em inglês) (Kitzbühel, 17 de agosto de 1944) é um escritor e historiador alemão. Friedrich é mais conhecido por seu livro Der Brand (2002), na qual ele descreve o bombardeio por parte dos aliados de alvos civis durante a Segunda Guerra Mundial como sistemático e sob vários aspectos, assassinato em massa inútil.  

## Biografia
Nascido em Kitzbühel em 1944, ele passou a infância em Essen. Jörg Friedrich tornou-se um trotskista e, durante a guerra do Vietnã, um manifestante anti-guerra. Depois disso, ele começou a escrever livros sobre a história da guerra na Alemanha e a trabalhar como historiador independente, pesquisando a justiça do pós-guerra e os Julgamentos de Nuremberg. Seus livros sempre foram controversos e foram amplamente vendidos por meio dessa análise controversa e da publicidade que os cerca. 
Friedrich era anteriormente considerado um ativista anti-guerra de esquerda e descrito como um estudante trotskista. Seus livros venderam centenas de milhares de cópias na Alemanha, e alguns também foram traduzidos para inglês, holandês, francês e muitas outras línguas. Ele está bem conectado nos círculos políticos e militares alemães e é amigo do ex-chanceler alemão Helmut Kohl. Ele publicou entrevistas com Rudolf Bahro e Raul Hilberg quando seus livros foram publicados. Seu novo livro "14/18 Der Weg nach Versailles" se concentra na Primeira Guerra Mundial. 
Por seu trabalho A Lei da Guerra: O Exército Alemão na Rússia Friedrich recebeu um doutorado honorário pela Universidade de Amsterdã, na Holanda.

## Obra
- Yalu. Um den Ufern des dritten Weltkrieges. Jörg Friedrich. Propyläen Verlag, Munique 2007. ISBN   978-3-549-07338-4

O autor discute o significado da Guerra da Coréia como um caminho para a Terceira Guerra Mundial .
- O fogo: o bombardeio da Alemanha, 1940-1945. Jörg Friedrich. Traduzido por Allison Brown. Columbia University Press, Nova Iorque, 2006. ISBN 978-0-231-13380-7 ISBN   978-0-231-13380-7

A tradução para o inglês contém um novo posfácio do autor "para leitores americanos e britânicos".
- Brandstätten (2003) ( Locais de Incêndio / Cidades de Incêndio ).

O próximo livro de Friedrich reproduz fotografias tiradas pelas autoridades municipais de civis alemães queimados até a morte nos bombardeios. É muito mais gráfico que Der Brand. O livro criou um sentimento de repulsa entre os revisores; até Friedrich disse que "nenhuma pessoa normal gostaria de contemplar essas fotos". Nunca foi traduzido para o inglês e não está disponível fora da Alemanha e da Áustria.
- Der Brand, Deutschland im Bombenkrieg, 1940-1945 . Jörg Friedrich. Propyläen Verlag, Munique 2002. ISBN 3-549-07165-5 ISBN   3-549-07165-5

O livro que levou Friedrich à fama e vendeu mais de 186.000 cópias,  cobrindo o bombardeio de cidades alemãs. Começando com tecnologia e mecanismos, mas depois concentrando-se nos efeitos no solo e no horror do bombardeio para os civis alemães presos nele. Veja os comentários abaixo.
- Das Gesetz des Krieges: Das Deutsche Heer na Rússia, 1941 a 1945 : der Prozess gegen das Oberkommando der Wehrmacht ( As regras da guerra: Exército Alemão na Rússia, 1941 a 1945, o julgamento do Alto Comando da Wehrmacht . ) Jörg Friedrich, Piper, ISBN 3-492-03116-1 [4]

Um livro que inclui fortes críticas à forma como os julgamentos de Nuremberg passaram a ser percebidos na Alemanha, colocando a culpa, pelo menos em parte, nos instigadores americanos dos julgamentos.
- Freispruch for the Nazi-Justiz: Die Urteile gegen NS-Richter, de 1948: eine Dokumentation (Rororo aktuell). (Absolvição para Nazi-Justiça: A condenação de NS-juízes desde 1948. ) Jörg Friedrich, Rowohlt, 1983. ISBN 3-499-15348-3 ISBN   3-499-15348-3 [5]